# Mannheimer Walze
Mannheimer Walze ist ein musikalischer Effekt, der im 18. Jahrhundert von der Mannheimer Schule entwickelt und benutzt wurde. Er besteht aus einer ausgedehnten Crescendo-Passage mit einer diatonisch oder in Dreiklangstufen aufwärtssteigenden Sequenzierung über eine ostinate Basslinie. Die Walze eignet sich zur Eröffnung eines Werkes. Dazu gehört ein kurzes Thema, das aufsteigend wiederholt wird. Das erste Thema wird piano gespielt, anschließend mündet dies in einen explosionsartigen Forteausbruch.
Die Walze gehört zu den sogenannten Mannheimer Manieren, ein Begriff, der ebenso wie die Namen der meisten einzelnen Effekte im 19. Jahrhundert von Hugo Riemann geprägt wurde.